# スタンリー・アボット
スタンリー・ウィリアム・アボット（Stanley William Abbott、1908年- 1975年）は、アメリカ合衆国のランドスケープアーキテクト。
彼の最大の実績はパークサービス。ブルーリッジ山脈をぬって走りバージニア州からノースカロライナ州を結ぶ公園道路、ブルーリッジパークウェイ （BRP、1939年-1987年）の設計代表者として知られる。同道路は現在アメリカ国立公園に指定されている。
バージニア州ベッドフォード郡ピークスオッターにある人造湖「アボット湖」はスタンレーアボットにちなんで名付けられた。

## 経歴
ニューヨーク州・ヨンカーズ生まれ。コーネル大学建築学部卒業。ランドスケープアーキテクチュアでBA学位取得後、25歳でフィンガーレイクス州立公園委員会とウェストチェスター郡公園管理協議会に職を得て、計画公園の設計と土地利用に関する実務を始める。26歳で国家規模の高速道路ブルーリッジパークウェイのランドスケープ設計担当になるが、これは当時のパークウェイデザインの先駆者ジェイ・ダウナーと恩師ギルモア・クラークから任命された、というより恩師であるクラークがコンサルタントフィー受け取りを拒否し、恩師からこの役目を押しつけられたもので、道路もすでに設計されて数年前から建設まで開始していたもの。
こんにちプロジェクト管理の最も初期の、最も野心的な取組みの一つとして知られるこのときのパークウェイプロジェクトでの用地取得および経路選択から環境に配慮した設計、土地管理慣行、文化史の慎重な保全といったアボットの方向性は、当時においても先見の明があった。この道路の計画展望はノースカロライナ州とテネシー州にわたって広がるグレートスモーキー山岳国立公園とヴァージニア州のシェナンドア国立公園を結び付けようとするものであり、アボットはその際にランドスケープに関する機能回復をみる技術を提供する環境分析の手法だけでなく、歴史性や文化といった側面の重要性、さらにこのときに景観に関する地役権の適用についても示している。 こうして、全米各地の公園道路道路景観を手がけ、レストランやキャンプ施設、ビジターズ・センター等といった諸施設・レクリエーション施設を整備。アボットは道路をネックレスにたとえ、そのネックレスにちりばめた宝石であると諸施設を表現している。
1950年にアボットはミシシッピー・リバーパークを計画する国立公園サービスチームに所属。1953年にはバージニア植民地国立歴史公園の館長に任命される。
彼の息子カールトンスタージェス・アボットはアボット・アソシエイツを形成し、重要なプロジェクトに焦点を当て、バージニア軍事研究所、バージニア工科大学、ラドフォード大学、バージニア大学、ホリンズ大学、などの大学キャンパスやメアリーボールドウィンリッチモンド、知事公邸を主要なサイト計画を通してカレッジ、都市と州の公園と、多数の住宅の庭を手がける。 